# Prémio de Sonho
Prémio de Sonho foi um concurso de televisão português apresentado por Cristina Ferreira e transmitido nos fins de tarde da SIC.
Foi inspirado no modelo britânico, Win Your Wish List. A versão original estreou no Reino Unido em 2014.

## Sinopse
Neste programa, um grupo de amigos ou uma família compostos por 5 a 6 pessoas são convidados a disputar uma série de provas, com o objetivo de realizar alguns dos seus maiores sonhos.
O formato está dividido em seis fases, ao longo das quais os concorrentes vão ter de responder a perguntas ou ultrapassar provas de destreza física. Na prova final, está em jogo o prémio escolhido pela equipa como o maior de todos os seus desejos, designado como prémio estrela. Este será jogado na reta final, aconteça o que acontecer.
Todos os momentos de prova ficam totalmente a cargo dos participantes, não contando com qualquer espécie de intervenção por parte da apresentadora. Por exemplo, durante a prova de perguntas, um dos elementos faz as perguntas, enquanto outro tentará responder acertadamente, numa corrida contra o tempo. É também o grupo que decide quem vai participar em cada desafio, bem como o prémio para o qual quer jogar.
Será um programa cheio de emoções fortes, uma vez que os concorrentes vão dar tudo para ganhar aquilo que realmente desejam. Cristina Ferreira ficará encarregue de dar a conhecer as pessoas que compõem cada grupo, as suas expectativas, histórias e sonhos, proporcionando aos telespetadores da SIC finais de tarde animados, imprevisíveis e, sempre, em boa companhia.